# Macroglossum amoenum
Macroglossum amoenum là một loài bướm đêm thuộc họ Sphingidae, chi Macroglossum.